# Ballz
Ballz (ou Ballz 3D: The Battle of the Balls) est un jeu vidéo de combat, développé par PF Magic et édité par Accolade, sorti sur Mega Drive, Super Nintendo et 3DO en 1994.

## Système de jeu
Le joueur dirige un personnage dont les membres sont composés de boules, les combats opposent deux adversaires loufoque (un clown, un bodybuilder, un rhinocéros...) comme dans un jeu de combat classique en pseudo 3D.

## Personnages
- Boomer
- Bruiser
- Crusher
- Divine
- Kronk
- Tsunami
- Turbo
- Yoko
- Zombie (exclusivement sur la version Director's cut sur 3DO)

## Boss
- Guggler
- Bounder
- T-Wrecks
- Lamprey
- The Jester: The ultimate boss

## Réception
Ballz a peu marché. Certains attribuent cette situation à un marketing bâclé. Accolade lui a donné peu de publicité, mais même les annonces publiées ont donné peu d'indices quant au type de jeu que Ballz était.
Ballz a été classé troisième sur ScrewAttack dans le  « Top 10 des pires jeux de combats », et a également été classé au septième rang dans une la liste 2011 du Top Ten Fighting Games We'd Like to Forget (top 10 des jeux de baston qu'on voudrait oublier), compilé par Game Informer. L'auteur de la liste, Dan Ryckert, fut largement critiqué pour notamment ce qu'il prétend être des références sexuelles dans le jeu (les « boules » peuvent désigner les testicules, mais rien ne prouve que c'était le but des développeurs). En plus de cela, certaines parties de la musiques faisaient penser les gens à des bruits de films pornographiques, étant donné qu'ils contenaient des sons de femmes qui gémissent, ce qui fait que la musique est considérée comme parmi les pires de l'histoire des jeux vidéo 

## Liens Externes
- Jaquette du jeu